# Regiunea Superioară de Vest, Ghana
Regiunea Superioară de Vest este una dintre cele 12 unități administrativ-teritoriale de gradul I ale Ghanei. Reședința sa este orașul Wa. Cuprinde 9 districte.